# Rubí (Spagna)
Rubí è un comune spagnolo di 72 987 abitanti situato nella comunità autonoma della Catalogna.